# Pitècids

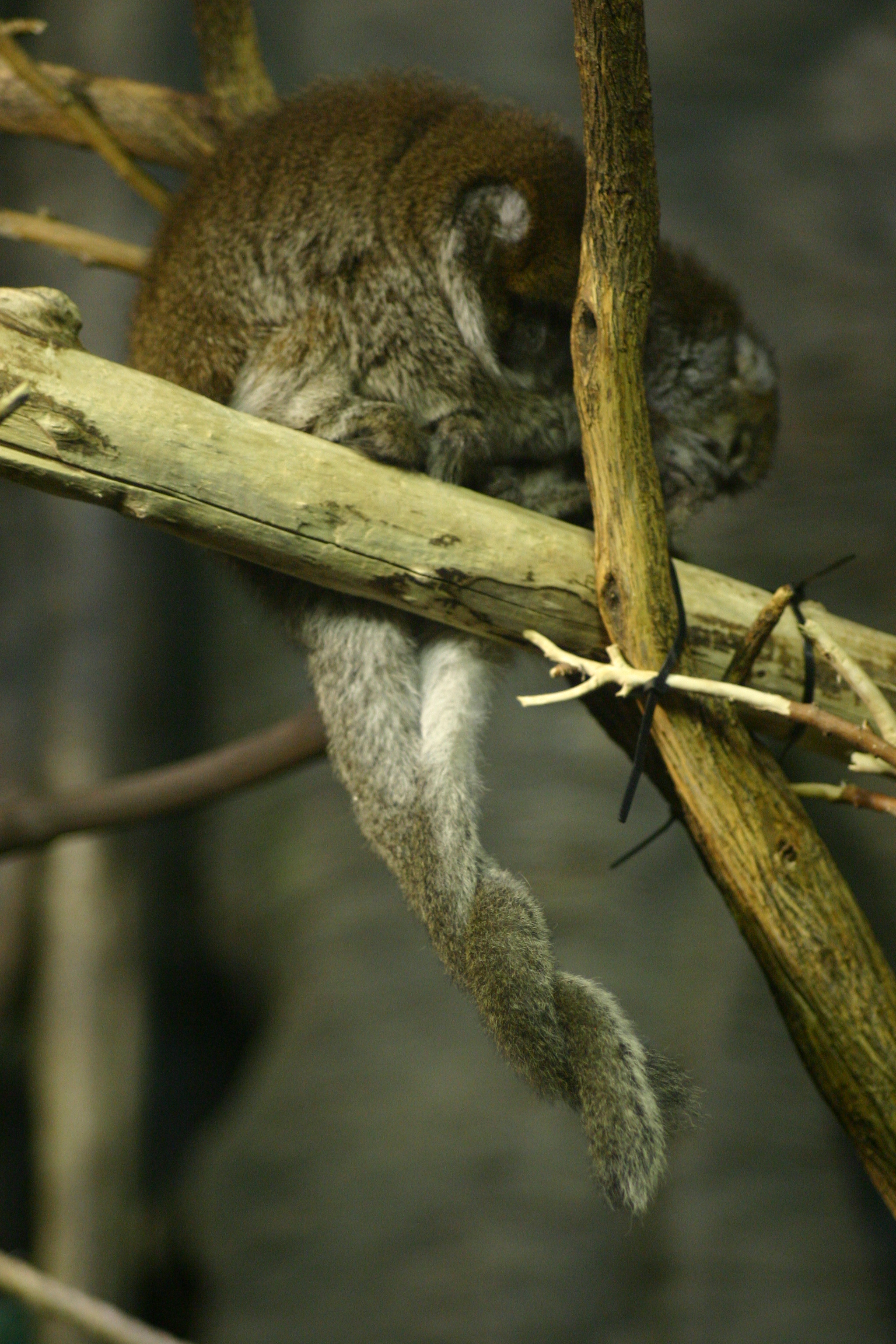
Callicebus donacophilus

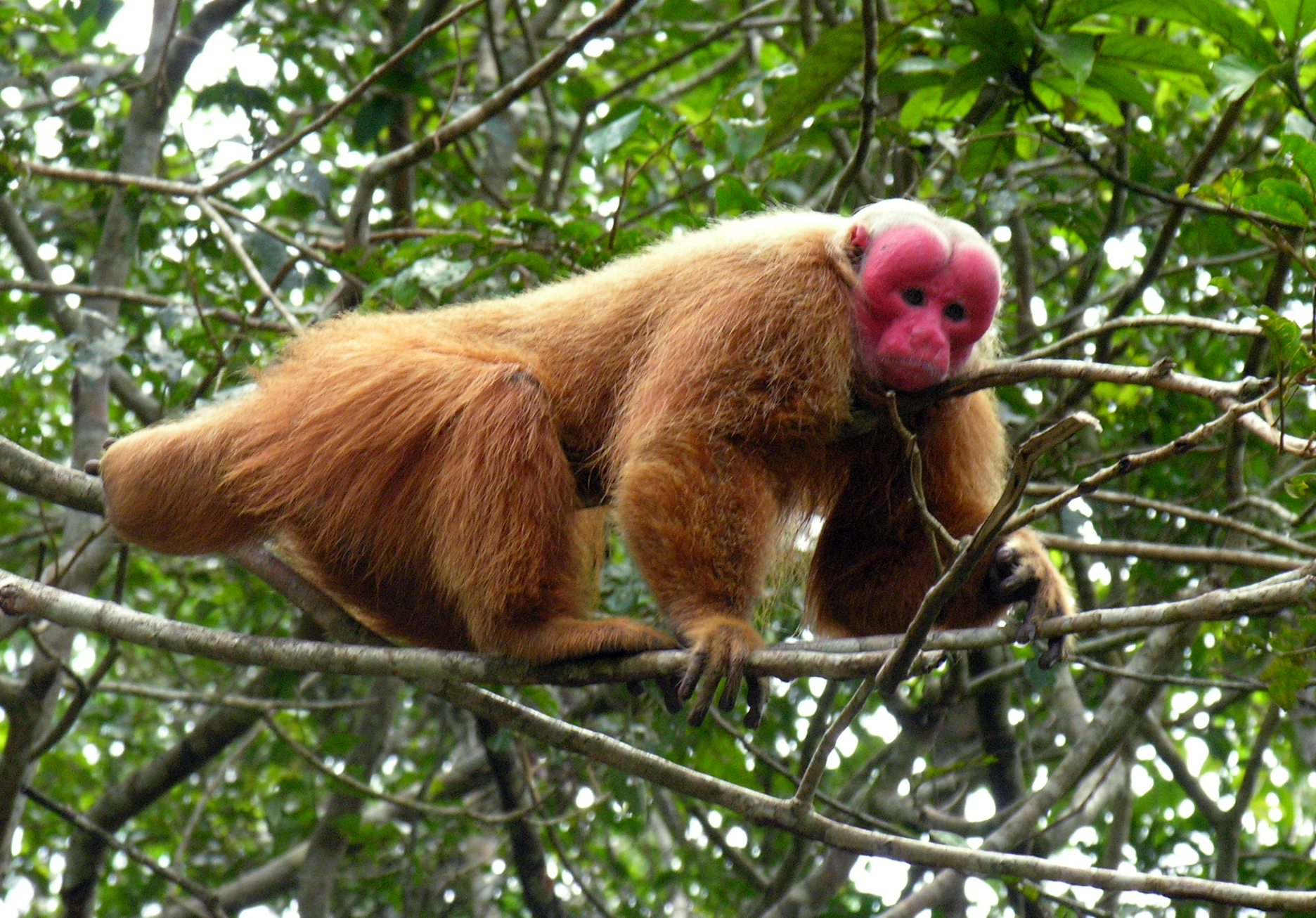
Cacajao calvus

Els pitècids (Pitheciidae) són és una de les quatre famílies de micos del Nou Món.

## Distribució geogràfica
Les espècies d'aquesta família es troben a Bolívia, el Brasil, Colòmbia, l'Equador, la Guaiana Francesa, Guaiana, el Perú i Surinam.

## Taxonomia
- Família Pitheciidae
  - Subfamília Pitheciinae
    - Gènere Pithecia
      - Pithecia pithecia
      - Pithecia monachus
      - Pithecia irrorata
      - Pithecia aequatorialis
      - Pithecia albicans

    - Gènere Chiropotes
      - Chiropotes satanas
      - Chiropotes chiropotes
      - Chiropotes israelita
      - Chiropotes utahickae
      - Chiropotes albinasus

    - Gènere Cacajao
      - Cacajao melanocephalus
      - Cacajao calvus
      - Cacajao ayresi
      - Cacajao hosomi

  - Subfamília Callicebinae
    - Gènere Callicebus
      - C. barbarabrownae
      - C. coimbrai
      - C. melanochir
      - C. nigrifrons
      - C. personatus

    - Gènere Cheracebus
      - C. lucifer
      - C. lugens
      - C. medemi
      - C. purinus
      - C. regulus
      - C. torquatus

    - Gènere Plecturocebus
      - P. donacophilus
      - P. modestus
      - P. oenanthe
      - P. olallae
      - P. pallescens
      - P. baptista
      - P. bernhardi
      - P. brunneus
      - P. cinerascens
      - P. hoffmannsi
      - P. moloch
      - P. caligatus
      - P. cupreus
      - P. discolor
      - P. ornatus
      - P. stephennashi
      - P. aureipalatii
      - P. vieirai
      - P. miltoni
      - P. toppini
      - P. urubambensis

### Tàxons extints
- Gènere Carlocebus
  - Carlocebus carmenensis
  - Carlocebus intermedius
- Gènere Cebupithecia
  - Cebupithecia sarmientoi
- Gènere Nuciruptor
  - Nuciruptor rubricae
- Gènere Propithecia
  - Propithecia neuquenensis